# Плавно (Лодзинське воєводство)
Плавно (пол. Pławno) — село в Польщі, у гміні Ґідле Радомщанського повіту Лодзинського воєводства.
Населення — 1147 осіб (2011).
У 1975-1998 роках село належало до Ченстоховського воєводства.

## Демографія
Демографічна структура станом на 31 березня 2011 року:
|          | Загалом | Допрацездатний вік | Працездатний вік | Постпрацездатний вік |
| -------- | ------- | ------------------ | ---------------- | -------------------- |
| Чоловіки | 564     | 104                | 385              | 75                   |
| Жінки    | 583     | 94                 | 320              | 169                  |
| Разом    | 1147    | 198                | 705              | 244                  |